# Wulf Schiefenhövel
Wulf Schiefenhövel (* 2. Oktober 1943 in Siegen) ist ein deutscher Mediziner, Anthropologe und Humanethologe. Er forscht seit langer Zeit am heutigen Max-Planck-Institut für biologische Intelligenz, dem früheren Max-Planck-Institut für Ornithologie, ehemals Max-Planck-Institut für Verhaltensphysiologie.

## Leben
Schiefenhövel besuchte von 1954 bis 1963 den humanistischen Zweig des städtischen Gymnasiums Siegen. Er studierte anschließend als Stipendiat der Studienstiftung des Deutschen Volkes von 1963 bis 1969 Medizin in München und Erlangen. 1965 und 1966 war er das erste Mal in Neuguinea im Rahmen einer Feldstudie zu traditionellen medizinischen Überzeugungen und Praktiken und war dadurch einer der Mitbegründer der Ethnomedizinischen Forschung in Deutschland.
Er absolvierte 1970 sein medizinisches Staatsexamen an der Universität Erlangen und promovierte im gleichen Jahr zum Dr. med. mit einer Arbeit über ethnomedizinische Untersuchungen bei den Kaluli und Waragu in Neuguinea. 1984 habilitierte er sich an der Universität München für medizinische Psychologie und Ethnomedizin und wurde zum Privatdozenten ernannt. Im Jahr 1988/1989 war er Fellow am Wissenschaftskolleg zu Berlin und von 1995/1996 Fellow am Collegium Budapest.
Schiefenhövel war von 1994 bis 2005 Mitglied des Editorial Board der wissenschaftlichen Zeitschrift Homo und ist Mitgründer und Mitherausgeber der Zeitschrift Curare – Zeitschrift für Ethnomedizin und transkulturelle Psychiatrie. Er hat zahlreiche Konferenzen und Tagungen mitorganisiert.
Schiefenhövel hat das Humanwissenschaftliche Zentrum der Universität München mitbegründet. Seit 1997 unterrichtete er auch an der Universität Groningen und seit 1990 gemeinsam mit Gerhard Medicus Humanethologie an der Universität Innsbruck.

## Stipendien und Mitgliedschaften
Er erhielt Gelder unter anderem von der Deutschen Forschungsgemeinschaft, der Stiftung Volkswagenwerk und der Alexander von Humboldt-Stiftung. Er ist Mitglied in zahlreichen Fachgesellschaften und Fachgremien, so ist er seit 2005 Vizepräsident der Gesellschaft für Anthropologie (GfA), 1992 bis 2000 war er Mitglied des Beirates des Deutschen Hygiene-Museums, Dresden, seit 2000 ist er Mitglied im Wissenschaftlichen Beirat der Werner-Reimers-Stiftung, Bad Homburg.

## Veröffentlichungen (Auswahl)
Schiefenhövel ist Autor von mehr als 410 Aufsätzen. Weiterhin hat er über 25 Bücher als Autor oder Editor verantwortet. Seine Hauptforschungsgebiete sind Humanethologie, die Anthropologie der Kulturen in Papua und Austronesien, und evolutionäre Psychiatrie. Unter anderem hat Schiefenhövel folgende Publikationen veröffentlicht:
- G. Burenhult, P. Rowley-Conwy, W. Schiefenhövel, D. Hurst Thomas and J. P. White, Eds. (1993, 1994) The Illustrated History of Humankind. 5 Bände.
  - Band 1: The First Humans
  - Band 2: People of the Stone Age
  - Band 3: Old World Civilizations
  - Band 4: New World and Pacific Civilizations
  - Band 5: Traditional Peoples Today

Verlage: Weldon Owen/Bra Böcker, Sydney/Höganäs (Sweden), US-Edition: Harper, San Francisco, Deutsche Ausgabe: Jahr Verlag Hamburg, französische Ausgabe: France Loisirs, Paris
- W. Schiefenhoevel, Ch. Vogel, G. Vollmer, U. Opolka: Der Mensch in seiner Welt
  - Band 1: Vom Affen zum Halbgott : der Weg des Menschen aus der Natur
  - Band 2: Zwischen Natur und Kultur : der Mensch in seinen Beziehungen
  - Band 3: Gemachte und gedachte Welten : der Mensch und seine Ideen

Alle Bände: Stuttgart: TRIAS Thieme Hippokrates Enke 1994

## Festschrift für Schiefenhövel
- Martin Brüne (Hrsg.): Building bridges between anthropology, medicine and human ethology : tributes to Wulf Schiefenhövel, Bochum : European Univ. Press 2010, ISBN 978-3-89966-348-8

## Preise (Auswahl)
- Science Book of the Year 1995 für "Der Mensch in seiner Welt"